# Bajalica
Bajalice so radiestezijski instrumenti, ki se uporabljajo za iskanje talne vode, zakopanih kamnin, rud, draguljev, olj ter drugih predmetov in materialov.  Metoda z bajalico se prišteva pod psevdoznanost, saj ni znanstvenih dokazov za njeno učinkovitost. 
Za bajalico se uporabljajo tudi naslednji izrazi: šiba za iskanje talne vode, vilinske rašje, vilinska šiba, bajanica. V drugih jezikih: wünschelrute, dowsing rod, divining rod, latinsko: virgula divina ali baculus divinatorius.

## Zgodovina
Osem tisoč let stare piktograme, ki nakazujejo na uporabo bajalic so našli v votlinah Tassili n´Ajjer v Libiji. Piktograp prikazuje človeka z leseno rogovilo. 
O iskanju vode s pomočjo palice, najdemo zapise že v Stari zavezi Svetega pisma, v Četrti Mojzesovi knjigi (20, 8-11). Mojzes govori k steni, dvakrat udari po njej in iz nje priteče voda.   
Krščanstvo je v času renesanse zelo nasprotovalo bajaličarstvu. Zapise o tem najdemo tudi na seznamih Martina Lutra, ki je bajaličarstvo opredelil kot dejavnost, ki krši prvo zapoved. 
Najdeni so bili tudi viri iz 16. stoletja, ki poročajo o tem, da so s pomočjo bajalice tistega časa na Madžarskem in Nemškem iskali rudo. 
O bajaličarstvu je pisal tudi Robert Boyle, ki je bajaličarstvo preizkusil, vendar je bil pri tem neuspešen. 
Prva znana ženska bajaličarka je bila Martine de Bertereau. Poročena je bila  z  Jeanom de Chasteletom, ki se je prav tako ukvarjal z rudarstvom. Bila je izvedenka za odkrivanje mineralov in vode.
Leta 1693 je Tomas Browne napisal prvo angleško knjig o bajaličarstvu, z naslovom: Odkritje podzemnega zaklada. 
Bajaličarstvo se je po 18. stoletju razširilo tudi na druge države in dežele, vendar največjo veljavnost je vse do danes ohranilo v Evropi, saj je tu že del tradicije. 

## Pripomočki

### Lesena bajalica
Uporabljajo se veje v obliki črke V ali Y. Za leseno bajalico se lahko odreže vejo s katerega koli drevesa, priporočena pa so veje leske, jablane, breskve, vrbe, breze, saj so bolj prožne. Nekateri bajaličarji odrežejo vedno svežo vejo, saj se čez čas posušijo in postanejo lomljive. Kakšno dolžino bajalice bo bajaličar izbral je odvisno od posameznika,kar mu bolj ustreza. Večinoma pa sta daljša kraka dolga okrog 40 cm in nikoli daljša od enega metra, kot med njima pa je med 40° in 70°.
Bajalice so lahko narejene tudi iz drugih materialov, ni nujno, da samo iz lesa. Bajalica je lahko narejena npr. iz kitove kosti, plastike, steklenih vlaken itd..
Bajalico že od nekdaj držijo vedno na enak način. Dlani so obrnjene navzgor, dva kraka pa se drži kot bi ju želeli upogniti navzven, tretji krak štrli naprej. Komolci morajo biti tesno od telesu. 
Ko bajaličar najde predmet, se bajalica sunkovito obrne navzdol proti predmetu, redko pa se obrne tudi navzgor, lahko pa samo zaniha. 

### L-antena
Uporablja se par L-anten, ki se naredijo tako, da zakrivimo kovinsko žico v črki L. Richard Webster priporoča, da uporabimo naslednje mere: 30 cm za kraka, ki štrlita pred bajaličarjem in 15 cm za kraka, ki ju bajaličar drži v rokah. Navaja pa tudi, da ni pomembna dolžina, ampak udoben prijem. 
Ko bajaličar najde želeno stvar, se L-anteni prekrižata v obliki črke X. Če pa je predmet dolg in raven, kot na primer tok vode, ali v raziskavah vodne cevi, se anteni lahko obrneta v nasprotni smeri tako, da kažeta orientacijo predmeta.    

### Biotenzor
Je naslednik prvotne bajalice, bajališka šiba. Biotenzor je elastična kovinska palica s kovinskim obročkom na koncu palice. Meri približno 30 cm. 
Biotenzor se uporablja na podoben način kot nihalo. Med dvema privlačnima predmetoma zaniha levo-desno, med dvema odbojnima pa gor-dol. Pri neodločenem odgovoru zaniha v krogu.

### Drugi radiestezijski pripomočki

#### Nihala
Za nihalo se uporabljajo različni obeski na vrvici. Idealno težo obeska določi bajaličar sam. Obesek mora biti dovolj težek, da ne zaniha že ob majhni sapici in dovolj lahek, da zazna že tudi majhne dražljaje. Za obesek se praktično lahko uporabi kar koli, od ključa do božičnega okraska. Nekateri bajaličarji pa vseeno priporočajo uporabo nihal oblikovanih po zgledu radiestezistov.  
Nihalo med dvema nasprotujočima si silama zaniha levo-desno, med dvema privlačnima pa naprej-nazaj. 
V radiesteziji se nihalo uporablja tudi za diagnosticiranje bolezni. Z nihali naj bi lahko napovedali tudi spol otroka. Radiestezisti pravijo, da nihalo zakroži v krogu, če je dojenček deklica, in levo-desno ali naprej-nazaj, če je to fantek.

## Dodatni nasveti za iskanje z bajalicami
Bajaličar mora ob iskanju vode biti pozoren na naslednja dejstva:
- Z bajalico se lahko išče tudi mokro glino in ne samo talne vode
- Z bajalico se išče tudi prazen prostor po katerem se pretaka voda in je v tistem trenutku odsotna

Nekateri bajaličarji priporočajo tudi naslednje nadgradnje postopkov iskanja:
- bajaličar naj išče bos ali vsaj z desno nogo na tleh
- bajalica naj bo izdelana iz leskove ali hrastove veje, saj je edino ta zanesljiva
- veja naj bo oguljena, namočena v vodi in uporabljena opolnoči[4]

## Znanstvene študije

### Študija Kassel[5][6]
Raziskava je potekala leta 1990 v Kasslu, v Nemčiji  pod vodstvom društva GWUP (Gesellschaft zur Wissenschaftlichen Untersuchung von Parawissenschaften) – društvo za znanstveno raziskovanje paraznanosti. James Randi je vsakemu uspešnemu bajaličarju ponudil nagrado v vrednosti 10.000 ameriških dolarjev. Tridnevnega testa se je udeležilo 30 bajaličarjev. Test je potekal na naslednji način: plastične cevi, katerim so kontrolirali pretok vode, so bile zakopane 50 cm pod zemljo, pozicija vsake pa je bila označena na površini z barvnim trakom. Bajaličarji so morali povedati ali preko posamezne cevi teče voda ali ne. Vsi bajaličarji so na začetku testa podpisali pristopno izjavo v kateri so izjavili, da je to pošten test za preskus njihove sposobnosti in da pričakujejo 100% izid. Vendar rezultati niso bili nič boljši, kot da bi odgovore odkrili po naključju, zaradi tega nihče ni dobil nagrade.

### Ostale študije
Študija iz leta 1948, ki je vključevala 58 bajaličarjev in je preverjala njihovo sposobnost iskanja talne vode je bila prav tako kot študija Kassel neuspešna. Nobeden od bajaličarjev ni bil uspešnejši od naključnega iskanja. 
Leta 2006 so v Iowi pregledali 14 študij o bajaličanju grobov in ugotovili, da niti ena od njih ni pravilno predvidela lokacijo grobišč. Ugotovili so, da osnovni principi uporabljani za razlago bajaličanja grobov niso pravilni.